# J18 Elit
J18 Elit är en ishockeyserie för herrjuniorer i Sverige. Serien består av fyra serier med vardera tolv lag.